# Matthew Harvey
Matthew Harvey (21 de junho de 1781 - 7 de abril de 1866) foi governador de Nova Hampshire.